# Hamed Al-Khalifa
Hamed Al-Khalifa (ur. 31 grudnia 1984) – katarski lekkoatleta specjalizujący się w rzucie oszczepem.
W roku 2001 zdobył srebrny medal i tytuł wicemistrza świata juniorów młodszych. Rekord życiowy: 75,18 (11 września 2004, Löwenberg) – były rekord Kataru.